# Вайтенс Андрій Петрович
Андрій Петрович Вайтенс (рос. Андрей Петрович Вайтенс; 9 вересня 1878 — 21 січня 1940) — архітектор.

## Життєпис
Андрій Петрович Вайтенс народився (28 серпня) 9 вересня 1878 року в Санкт-Петербурзі. Родина мешкала за адресою: набережна Мойки, 28.
1896 року закінчив Реформатське училище на набережній Мойки, 38.
З 1897 по 1904 рік навчався у Вищому художньому училищі при Імператорській Академії мистецтв у майстерні Олександра Померанцева разом з Олександром Яковлєвим.
6 вересня 1904 року отримав звання художника-архітектора за проєкт: «Палац Намісника Його Імператорської Величності на Далекому Сході». Разом з ним над цим проєктом працював Володимир Щуко. 
Після навчання працював 1904—1907 рр. над будівництвом Першого прибуткового будинку страхового товариства в архітектурній майстерні Олександра Гунста в Москві. 
Андрій Петрович одружився з Софією Казимирівною Подсендковською (пол. Podsędkowska), яка походила від шляхетного польського роду герба Тшаска. Її рідна сестра Олена Казимирівна — дружина Миколи Лансере. 
1907 року разом із дружиною повернувся до Санкт-Петербурга й працював у майстерні Бориса Гіршовича над будівництвом Сибірського банку на Невському проспекті 46. 
Був обраний членом Петербурзького товариства архітекторів.
За радянські часи викладав у Ленінградському художньо-технічному інституті.
Помер від хвороби серця 1940 року. Похований на Лахтинському цвинтарі.

## Проєкти в Санкт-Петербурзі — Ленінграді
- 1908—1910 — дача А. Вайтенса на Лісовій вулиці (Ольгіно), будинок 19, 21, 23.[4]
- 1910—1914 — оформлення вестибюля й вітальні Юсуповського палацу на набережній річки Мойки, будинок 94.
- 1912 — вхідний портал і павільйони «Луна-Парку» на вулиці Декабристів, будинок 39 (не збережено).
- 1914 — промислові споруди Газового товариства для освітлення вулиць.
- 1914—1916 — прибутковий будинок Федора Нідермеєра на Кам'яноострівському проспекті, будинок 39 (завершено 1949—1951 рр.).
- 1936 — школа № 308  ім. Івана Петровича Павлова на вулиці Бородинській, будинок 8/10.
- Інститут вивчення профзахворювань у Ленінграді.

## Проєкти в околицях Санкт-Петербурга

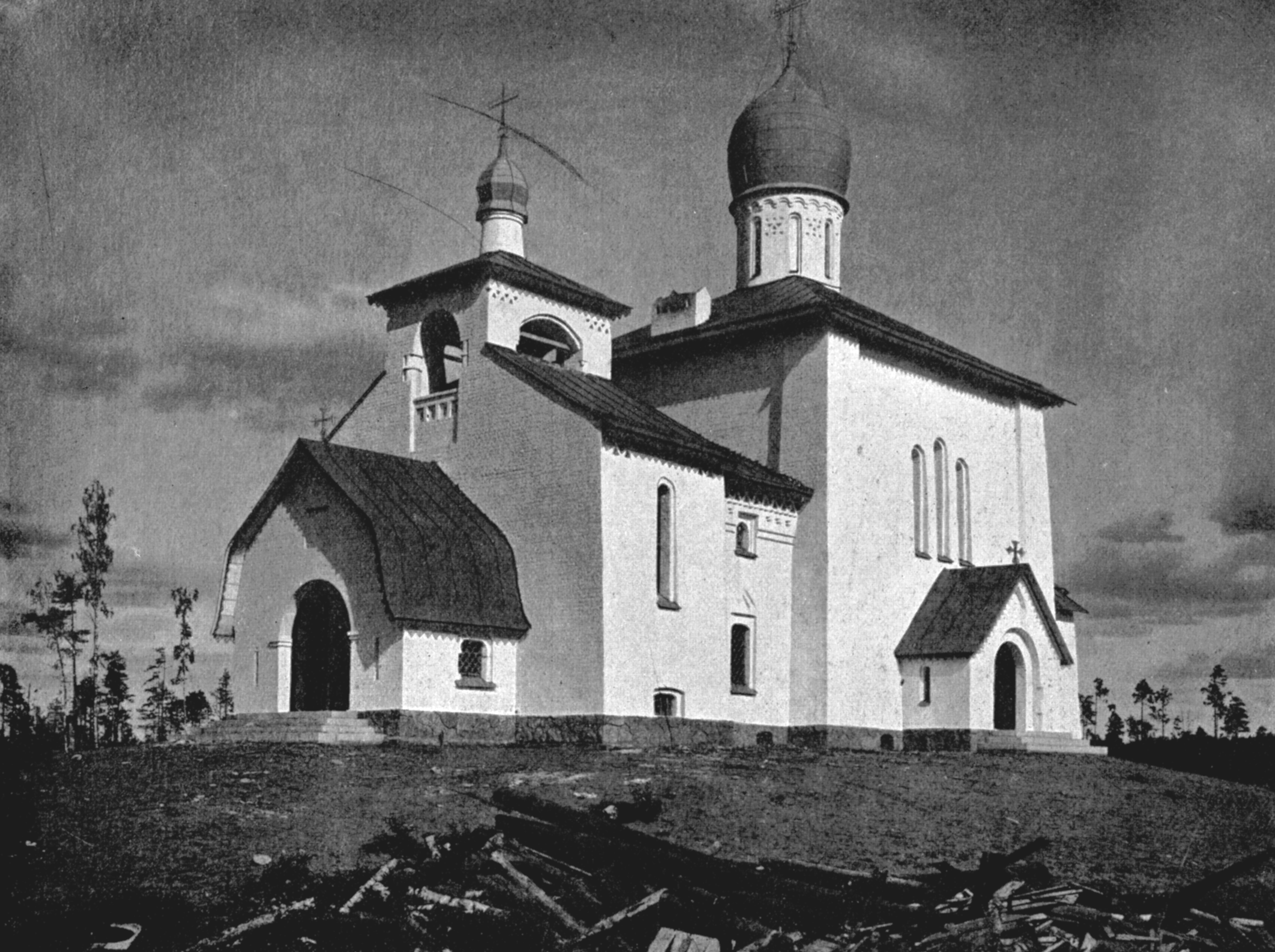
Церква в маєтку Зінаїди Юсупової на річці Мга, 1913 рік. Не збережено.

- 1909—1911 — реконструкція дачі Зінаїди Юсупової в Царському Селі.
- 1911—1912 — церква в «Юсуповському селищі» Шліссельбурзького повіту Санкт-Петербурзької губернії на станції Мга Північної залізниці. Ділянку Благовіщенського маєтку княгині Юсупової на річці Мге було виділено для зведення храму й пожертвовано Петербурзькії духовнії консисторії в 1910 року (не збережено).
- господарські споруди в Царському Селі (не збережено).

## Інші проєкти
- урядові дачі й будинки на Чорноморському узбережжі Кавказу.